# Штыхов, Георгий Васильевич
Гео́ргий Васи́льевич Шты́хов (бел. Гео́ргій Васі́левіч Шты́хаў; 14 июля 1927, Старая Белица, Гомельский округ — 2 марта 2018) — белорусский историк-медиевист, археолог. Доктор исторических наук (1983), профессор (1987). Главный научный сотрудник отдела археологии средневекового периода Института истории НАН Беларуси (2000). Лауреат Государственной премии Белоруссии (1990). Научные интересы: археология и история Беларуси VI—XIII веков, история и археология Полоцкой земли, этногенез белорусов. Автор более 490 работ.

## Биография
Родился 14 июля 1927 года в деревне Старая Белица (ныне — Гомельского района) в семье служащих. В 1956 году окончил исторический факультет БГУ. Обучался в аспирантуре Института истории АН БССР (1959—1962).
Большое влияние на формирование исторического мировоззрения оказали В. М. Игнатовский, А. Г. Митрофанов, Л. В. Алексеев. В 1965 году защитил кандидатскую диссертацию «Древний Полоцк (IX—XIII вв.)» (научный руководитель — В. Р. Тарасенко).
В 1983 году защитил докторскую диссертацию «Города Полоцкой земли IX—XIII вв.». Профессор с 1987 года. Работал учителем в школах Гродненской и Гомельской областей (1956—1959). Младший научный сотрудник, старший научный сотрудник, заведующий сектором и отделом (1962—2000), с 2000 года — главный научный сотрудник отдела археологии средневекового периода Института истории НАН Беларуси.
Возглавлял Белорусскую ассоциацию жертв политических репрессий (1992—1994). Член Белорусской социал-демократической партии («Народная Грамада»). Председатель Национального комитета Международной унии славянской археологии, один из учредителей фонда «Память жертв сталинизма Беларуси». Подготовил двух докторов и 19 кандидатов наук.
Женат, есть дочь.
Лауреат Государственной премии Белорусской ССР (1990).